# Борисенко, Анатолий Семёнович
Анатолий Семёнович Борисенко — советский хозяйственный, государственный и политический деятель.

## Биография
Родился в 1910 года в селе Сватово. Член ВКП(б) с 1930 года.
С 1930 года - на хозяйственной, общественной и политической работе. В 1930-1964 гг. — окончил Институт механизации сельского хозяйства по специальности инженер-механик, председатель Исполнительного комитета Саратовского областного Совета, председатель Исполнительного комитета Балашовского областного Совета, председатель Исполнительного комитета Ярославского областного Совета, в распоряжении Ставропольского городского комитета КПСС.
Избирался депутатом Верховного Совета СССР 4-го созыва, Верховного Совета РСФСР 3-го и 5-го созывов.
Умер 17 августа 1990 года.